# Campionato peruviano di calcio
Il campionato di calcio peruviano si suddivide in una serie di categorie interconnesse tra loro in modo gerarchico. La massima divisione del calcio in Perù è la Liga 1.

## Struttura
Il campionato di calcio in Perù è articolato in questi livelli:
1. Liga 1, campionato nazionale di 18 squadre
2. Segunda División, campionato nazionale di 18 squadre
3. Tercera División, campionato nazionale di 36 squadre
4. Copa Perú, campionato nazionale aperto ad ogni squadra dei vari distretti e regioni del Perù

| Livello | Divisione |
| ------- | --- |
| 1       | Liga 1 (lega nazionale) 18 squadre                                                                                   |
| 2       | Liga 2 (lega nazionale) 18 squadre                                                                                   |
| 3       | Liga 3 (lega nazionale) 36 squadre                                                                                   |
| 4       | Copa Perú (Fase Nazionale) Campioni e secondi classificati di ogni campionato dipartimentale                         |
| 5       | Leghe dipartimentali (Fase dipartimentale - 25 leghe) Campioni e secondi classificati di ogni campionato provinciale |
| 6       | Leghe provinciali (Fase provinciale)                                                                                 |
| 7       | Leghe Distrettuali di primo livello                                                                                  |
| 8       | Leghe Distrettuali di secondo livello                                                                                |

### Liga 1
Fino al 1965 la massima divisione peruviana era aperta solo alle squadre provenienti dalla regione o dalla provincia di Lima, dal 1966 sono state ammesse anche le squadre delle altre regioni del paese e per questo il campionato ha assunto il nome di Descentralizado.
Sino alla stagione 1991 il torneo era diviso in due fasi: la prima, su base regionale, serviva a selezionare le squadre che partecipavano alla seconda fase, quella che proclamava poi il campione nazionale. Questa formula è arrivata a comprendere sino a 44 squadre.
Dal 1992 la massima serie è stata ridotta a sole 16 squadre che si affrontavano in un girone all'italiana con gare di andata e ritorno.
La formula del campionato ha subito diverse variazioni, sino al 2009 questa prevedeva una divisione in due tornei che si disputavano con un girone d'andata e uno di ritorno. Alla fine di entrambi i gironi si nominava quale squadra campione la prima classificata. Le due squadre vincitrici giocavano una finale che determinava il campione nazionale.
Dal 2012 la formula adottata prevede tre fasi distinte: la prima è un girone all'italiana con gare di andata e ritorno, nella seconda parte del campionato le partecipanti vengono divise in due gironi da 8 squadre ciascuno e si affrontano nuovamente tra di loro in gare di andata e ritorno sommando i punti ottenuti a quelli già accumulati nella prima fase, l'atto conclusivo del campionato è una finale in doppia gara disputata tra le due prime classificate dei gironi. Le due finaliste si qualificano per la Coppa Libertadores dell'anno successivo, ad esse si aggiunge la squadra che ha ottenuto il maggior numero di punti sommando le prime due fasi del campionato.
Dal 2019 assume la denominazione attuale.

#### Albo d'oro

##### Liga Peruana de Football
- 1912: Lima Cricket[5]

- 1913: Jorge Chávez N. 1[6]
- 1914: Lima Cricket[7]
- 1915: José Gálvez[8]
- 1916: José Gálvez[9]
- 1917: Sport Juan Bielovucic[10]
- 1918: Alianza Lima[11]
- 1919: Alianza Lima[12]
- 1920: Sport Inca[13]
- 1921: Sport Progreso[14]
- 1922: Non disputato
- 1923: Non disputato
- 1924: Non disputato
- 1925: Non disputato

##### Epoca Amatoriale
- 1926: Sport Progreso[15]
- 1927: Alianza Lima[16]
- 1928: Alianza Lima[17]
- 1929: Universitario[18]
- 1930: Atlético Chalaco[19]
- 1931: Alianza Lima[20]
- 1932: Alianza Lima[21]
- 1933: Alianza Lima[22]
- 1934: Universitario[23]
- 1935: Sport Boys[24]
- 1936: Non disputato
- 1937: Sport Boys[25]
- 1938: Dep. Municipal[26]
- 1939: Universitario[27]
- 1940: Dep. Municipal[28]
- 1941: Universitario[29]
- 1942: Sport Boys[30]
- 1943: Dep. Municipal[31]
- 1944: Mariscal Sucre[32]
- 1945: Universitario[33]
- 1946: Universitario[34]
- 1947: Atlético Chalaco[35]
- 1948: Alianza Lima[36]
- 1949: Universitario[37]
- 1950: Dep. Municipal[38]

##### Epoca Professionistica
- 1951: Sport Boys[39]
- 1952: Alianza Lima[40]
- 1953: Mariscal Sucre[41]
- 1954: Alianza Lima[42]
- 1955: Alianza Lima[43]
- 1956: Sporting Cristal[44]
- 1957: Centro Iqueño[45]
- 1958: Sport Boys[46]
- 1959: Universitario[47]
- 1960: Universitario[48]
- 1961: Sporting Cristal[49]
- 1962: Alianza Lima[50]
- 1963: Alianza Lima[51]
- 1964: Universitario[52]
- 1965: Alianza Lima[53]

##### Campionato Descentralizado
- 1966: Universitario[54]
- 1967: Universitario[55]
- 1968: Sporting Cristal[56]
- 1969: Universitario[57]
- 1970: Sporting Cristal[58]
- 1971: Universitario[59]
- 1972: Sporting Cristal[60]
- 1973: Defensor Lima[61]
- 1974: Universitario[62]
- 1975: Alianza Lima[63]
- 1976: Unión Huaral[64]
- 1977: Alianza Lima[65]
- 1978: Alianza Lima[66]
- 1979: Sporting Cristal[67]
- 1980: Sporting Cristal[68]
- 1981: Melgar[69]
- 1982: Universitario[70]
- 1983: Sporting Cristal[71]
- 1984: Sport Boys[72]
- 1985: Universitario[73]
- 1986: San Agustín[74]
- 1987: Universitario[75]
- 1988: Sporting Cristal[76]
- 1989: Unión Huaral[77]
- 1990: Universitario[78]
- 1991: Sporting Cristal[79]
- 1992: Universitario[80]
- 1993: Universitario[81]
- 1994: Sporting Cristal[82]
- 1995: Sporting Cristal[83]
- 1996: Sporting Cristal[84]
- 1997: Alianza Lima[85]
- 1998: Universitario[86]
- 1999: Universitario[87]
- 2000: Universitario[88]
- 2001: Alianza Lima[89]
- 2002: Sporting Cristal[90]
- 2003: Alianza Lima[91]
- 2004: Alianza Lima[92]
- 2005: Sporting Cristal[93]
- 2006: Alianza Lima[94]
- 2007: Univ. San Martín[95]
- 2008: Univ. San Martín[96]
- 2009: Universitario[97]
- 2010: Univ. San Martín[98]
- 2011: Juan Aurich[99]
- 2012: Sporting Cristal[100]
- 2013: Universitario[101]
- 2014: Sporting Cristal[102]
- 2015: Melgar[103]
- 2016: Sporting Cristal[104]
- 2017: Alianza Lima[105]
- 2018: Sporting Cristal[106]
- 2019: Dep. Binacional[107]
- 2020: Sporting Cristal[108]
- 2021: Alianza Lima[109]
- 2022: Alianza Lima

### Segunda División / Copa Perù
Creata nel 1967, la Copa Perú svolgeva la funzione di secondo livello nazionale a cui erano ammesse tutte le squadre del paese; dopo una serie di eliminatorie prima su base provinciale e poi regionale, la squadra vincente conquistava la promozione nella massima serie peruviana. Con l'aumento delle squadre partecipanti al Descentralizado (articolato in due fasi: regionale e nazionale) la vincente della Copa Perú otteneva la possibilità di partecipare alle eliminatorie su base regionale per accedere poi alla fase nazionale del massimo torneo.
Nel 1993 è stata creata la Segunda División con la funzione di secondo livello nazionale per le squadre della zona di Lima che andava ad affiancarsi alla Copa Perú la quale svolgeva un'analoga funzione per le squadre del resto del paese; le squadre campioni dei rispettivi tornei guadagnavano la promozione diretta nella massima categoria (dal 1998 fino al 2001 la vincente della Segunda División ha giocato uno spareggio promozione/retrocessione contro la penultima classificata della massima divisione).
Nel 2005 la Segunda División è stata incorporata nella Copa Perú e ha svolto la funzione di eliminatoria regionale per le squadre di Lima e della sua area metropolitana.
Dal 2006 la Segunda División è stata aperta anche a squadre provenienti dal resto del paese ed è tornata ad essere un torneo separato dalla Copa Perú. La formula in vigore dal 2006 prevede la promozione diretta (a patto che il club abbia i requisiti necessari) nel Descentralizado sia per la vincente della Segunda División che per la vincente della Copa Perú, mentre la finalista perdente della Copa Perú ottiene il diritto di partecipare alla Segunda División dell'anno successivo.